# Vispluis

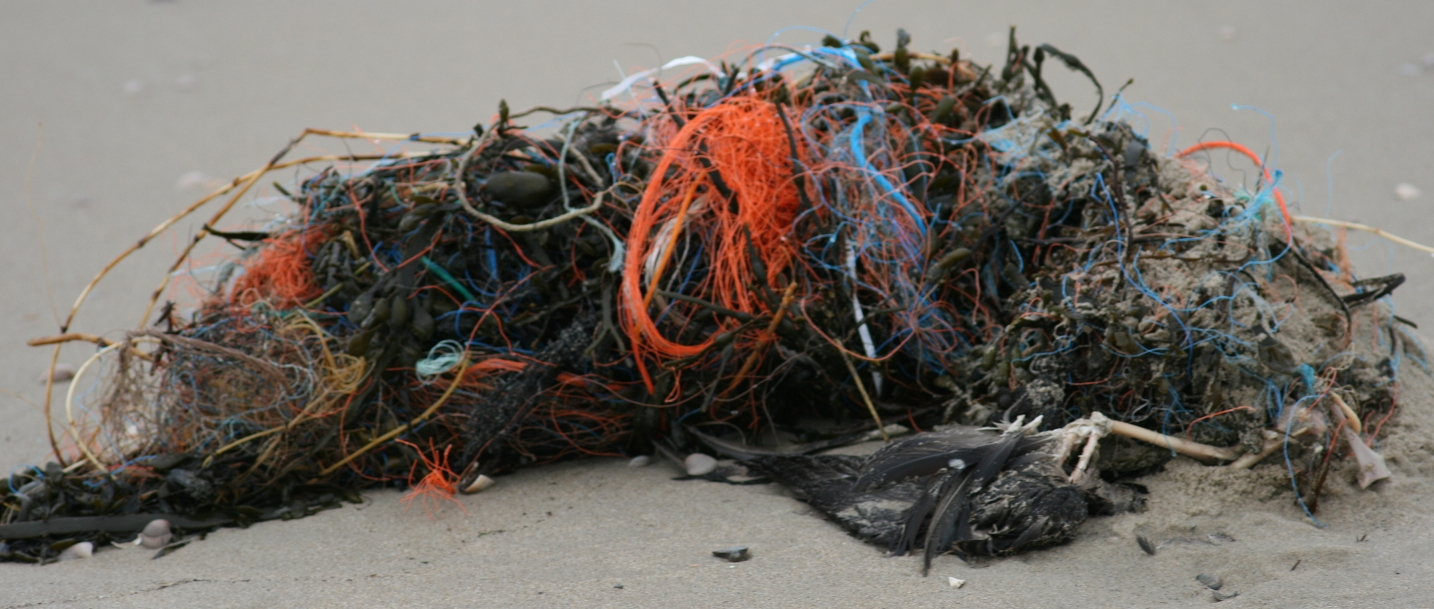
Strandafval met vispluis afkomstig uit de Noordzee.

Vispluis of spekking bestaat uit zwarte, oranje of blauwe draadjes polyethyleen die afkomstig zijn van borstels of trossen die onder visnetten uit de boomkorvisserij gehangen worden. De borstels, zelf ook vispluis of spekking genoemd, zorgen ervoor dat de visnetten minder snel slijten wanneer ze over de zeebodem slepen. Naar schatting komt er elk jaar 25 ton aan vispluis in de Noordzee terecht. Vispluis is in Nederland het meest voorkomende afval op stranden. Vispluis wordt onder andere in België, Frankrijk en Nederland gebruikt.

## Gebruik
In de boomkorvisserij wordt gevist op vissen die in of op de bodem van de zee leven. De wereldwijde vangst met boomkorvisserij wordt geschat op meer dan 30 miljoen ton per jaar. Om de visnetten te beschermen tegen slijtage, worden dikke borstels van polyethyleen aan de netten gehangen die fungeren als buffer. Vlaamse boomkorvissers verbruiken naar schatting tussen de 90.000 en 130.000 kg per jaar aan vispluis. Dat is meer dan Nederlandse boomkorvissers verbruiken, namelijk naar schatting 40.000 kg per jaar. In Vlaanderen wordt er op andere visgronden gevist waardoor de vispluis sneller slijt. Daarnaast worden door Nederlandse boomkorvissers ook lappen van oud visnet als buffer gebruikt.

## Vervuiling
Polyethyleen is een kunststof die niet biologisch afbreekbaar is. Het materiaal heeft een biodegradatiegraad van 0%. De borstels komen als afval in het water terecht vanwege slijtage, tijdens onderhoud of vanwege inadequaat afvalmanagement aan boord van de schepen en in havens. In opdracht van de OSPAR-Commissie werd tussen 2013 en 2018 afval geteld op stranden aan het Europese deel van de Atlantische Oceaan en de Noordzee. Op de Nederlandse stranden maakte vispluis 37,6% uit van alle afvalitems die geteld werden.